# DKW ZL
Die DKW ZL (Zschopauer Leichtmotorrad) ist ein Motorrad der Zschopauer Motorenwerke J. S. Rasmussen. Es markiert den Übergang vom Reichsfahrtmodell hin zu „echten“ Motorrädern.

## Technik
Die technischen Änderungen gegenüber dem Reichsfahrtmodell bestanden hauptsächlich darin, dass die Motoranordnung geändert und der Motor schwerpunktgünstig vom vorderen Rahmenunterzug weiter nach unten in das Rahmendreieck verlegt wurde. Das war möglich, weil auf den zusätzlichen Tretkurbelantrieb verzichtet wurde. Der Tank hing wie beim Reichsfahrtmodell unter dem Rahmenoberzug, hatte aber ein größeres Fassungsvermögen, da die geänderte Motorposition Raum dafür ließ. Die Füße des Fahrers ruhten auf Trittbrettern. Die nur zum Anfahren und Anhalten nötige Kupplung wird mit einem Handhebel rechts am Tank betätigt. Die Kraftübertragung auf das Hinterrad erfolgt mit einem Riemen.
Der zunächst vom letzten Reichsfahrtmodell mehr oder weniger unverändert übernommene Motor wurde im Laufe der Produktion weiter verbessert und erhielt eine waagerechte Zylinderverrippung. Beibehalten wurde die feste 1:3-Untersetzung mit Zahnrädern im Kurbelgehäuse.
| DKW ZL                | DKW ZL                                                  |                     |
| --------------------- | ------------------------------------------------------- | ------------------- |
| Motor                 | gebläsegekühlter Einzylinder-Zweitaktmotor, Kickstarter |                     |
| Steuerung             | Schlitzsteuerung                                        | Schlitzsteuerung    |
| Ladungswechsel        | Querstromspülung                                        | Querstromspülung    |
| Bohrung × Hub         | 56 × 60 mm                                              |                     |
| Hubraum               | 147,8 cm³                                               |                     |
| Nennleistung          | 2,25 PS (1,7 kW)                                        |                     |
| Vergaser              | Meco, Adria, Pichler, Variat                            |                     |
| Schmierung            | Zweitaktgemisch 1 : 10                                  |                     |
| Getriebe              | 1-Gang-Getriebe                                         |                     |
| Endantrieb            | Riemen                                                  |                     |
| Rahmenbauart          | Rohrrahmen, gelötet                                     | Rohrrahmen, gelötet |
| Radaufhängung vorn    | Pendelgabel                                             |                     |
| Radaufhängung hinten  | Starrrahmen                                             |                     |
| Bremsen               | Band- und Klotzbremse hinten                            |                     |
| Leergewicht           | 47 kg                                                   |                     |
| Höchstgeschwindigkeit | 65 km/h                                                 |                     |
| Stückzahl             | 2.000                                                   |                     |